# Inițiativa Strategică de Apărare

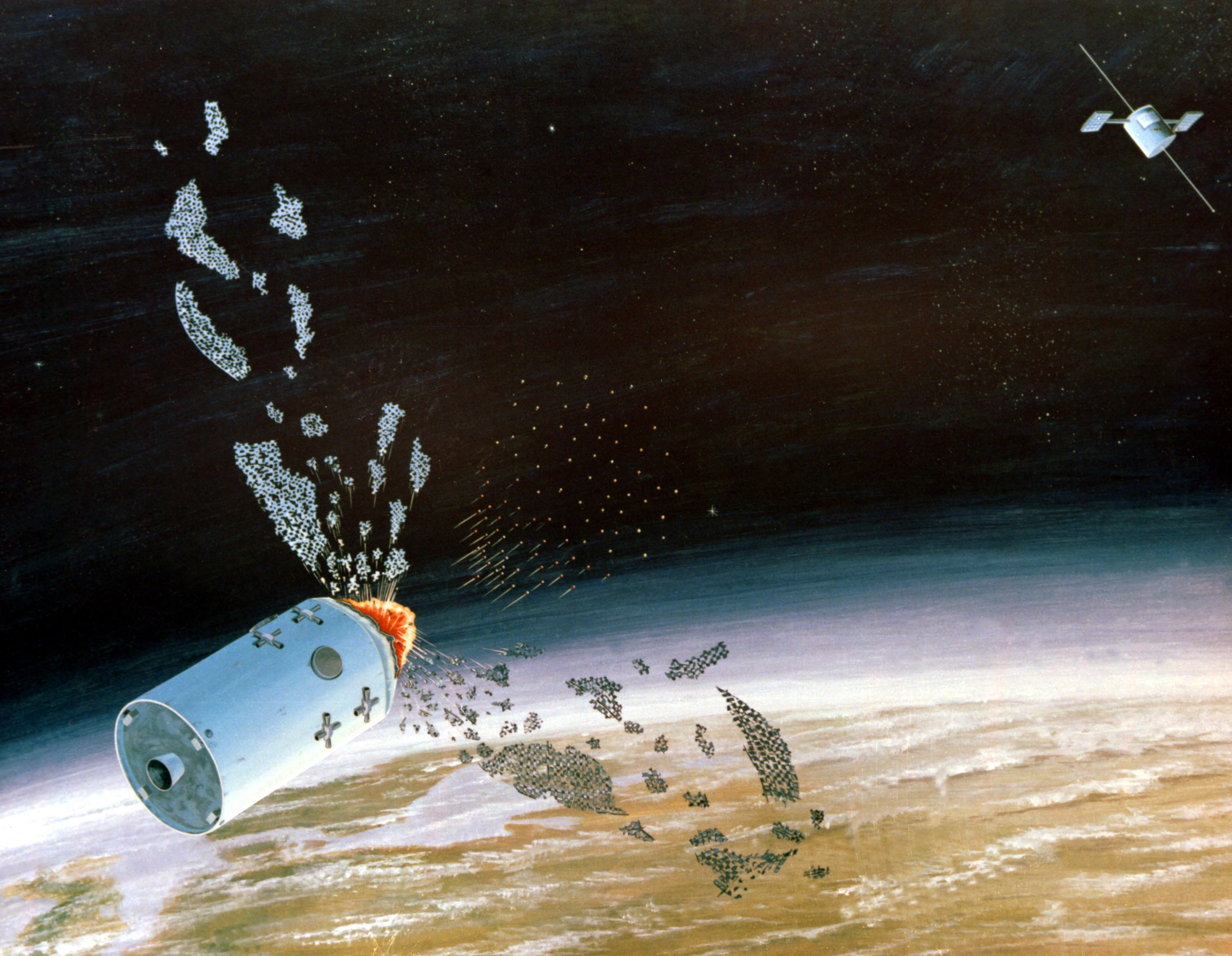
Desen reprezentând conceptul de armă spaţială antisatelit (ASAT)

Inițiativa Strategică de Apărare (în engleză Strategic Defense Initiative), acronim SDI, este un program militar lansat de Ronald Reagan în 23 martie 1983 pentru crearea unui scut antirachetă nordamerican împotriva atacurilor cu rachete balistice intercontinentale lansate de un stat inamic, în special de Uniunea Sovietică, pe care o considera un imperiu al răului.
Deoarece proiectul prevedea să se instaleze în spațiul cosmic sateliți purtători de baterii de lansatoare, dotate cu radare și lasere pentru a depista și distruge mai ușor rachtele balistice, acesta a fost supranumit „Războiul Stelelor“.
Deși din 1983 s-au cheltuit peste 100 de miliarde de dolari pentru realizarea proiectului, acesta a fost abandonat în 1991, când justificarea sa a dispărut odată cu desființarea Pactului de la Varșovia la 1 iulie 1991 și cu destrămarea URSS.
Unii analiști consideră că sistemul gândit de președintele Reagan, chiar dacă nu a devenit funcțional, a dus totuși la căderea comunismului, prin atragerea Moscovei într-o nouă cursă a înarmării, care a falimentat URSS. 
Deși programul în ansamblu a fost abandonat, cercetările întreprinse în cadrul său sunt valorificate în alte proiecte. Astfel, în 1992, la baza militară Gokona din Alaska, a debutat proiectul intitulat "High-frequency Active Auroral Research Program" (HAARP), fiind cel mai important proiect militar american de modificare artificială și manipulare a climei, în special în scopuri militare. 
Există și alte proiecte care ar putea fi reluate, cu aplicarea tehnologiei actuale. Între acestea se numără „prinderea” rachetelor inamice în perdele formate din unde laser care ar urma să fie emise de rachete lansate de pe submarine. Altă invenție americană aflată în dezvoltare la sfârșitul anilor 1980 este un accelerator de particule care să bombardeze cu neutroni rachetele. Între armele defensive plasate în spațiu, experții Pentagonului au proiectat oglinzi care să direcționeze unde laser către rachete sau au în vedere atacarea rachetelor inamice cu „ploi de proiectile” de mărimea unui pepene, care să fie stocate pe sateliți.